# Insuetaspis paradoxa
Insuetaspis paradoxa là một loài bọ cánh cứng trong họ Cerambycidae.